# Hermann von Praunheim
Hermann von Praunheim stammte aus der Familie der Herren von Praunheim und war im letzten Viertel des 13. Jahrhunderts Dekan des Stiftskapitels von St. Peter und Alexander in Aschaffenburg. Explizit erwähnt wird er 1282. Sein Vater, Wolfram II. von Praunheim, war, ebenso wie sein Bruder Heinrich III. von Praunheim, Reichsschultheiß der Reichsstadt Frankfurt am Main. Von seiner Mutter ist nur der Vorname, Udelinde, bekannt. Ebenso ist wenig über sein Wirken als Dekan bekannt, jedoch scheint er eine sehr aktive Familienpolitik betrieben zu haben: In seiner Amtszeit ist sein Neffe, Theoderich Zenechin von Bommersheim, Kanoniker des Stifts, ein weiterer Verwandter in dieser Zeit dessen Kustos.